# Agrypon agnatum
Agrypon agnatum là một loài tò vò trong họ Ichneumonidae.